# ピクニック (RADWIMPSの曲)
「ピクニック」は、RADWIMPSの通算17枚目のシングル。2015年6月10日にユニバーサルミュージックのレーベル、EMI Records Japanから発売された。

## 概要
前作『五月の蝿/ラストバージン』から約1年8か月ぶりのリリースとなる。
完全生産限定盤となったCDは表題曲「ピクニック」の1曲のみが収録され、32ページにわたるハードカバー仕様のアートブックが同梱された。アートディレクターは田中義久が担当した。
映画『トイレのピエタ』主題歌。監督である松永大司からオファーを受け、同作で主演を務めた野田が書き下ろした楽曲である
7thアルバム『×と○と罪と』発売以降に発表されたシングル曲の中で、唯一8thアルバム『人間開花』に収録されていない。
また、RADWIMPSが発表したシングル作品の中で、両A面シングルを除くと、唯一カップリングが収録されていない作品である。
| 形態           | 規格                   | 規格品番   |
| -------------- | ---------------------- | ---------- |
| 完全生産限定盤 | CD+Hard Cover Art Book | UPCH-89223 |

## 収録曲
| #         | タイトル       | 作詞・作曲 | 編曲      | 時間 |
| --------- | -------------- | ---------- | --------- | ---- |
| 1.        | 「ピクニック」 | 野田洋次郎 | RADWIMPS  | 5:50 |
| 合計時間: | 合計時間:      | 合計時間:  | 合計時間: | 5:50 |

## タイアップ
| 年     | 楽曲       | タイアップ                   |
| ------ | ---------- | ---------------------------- |
| 2015年 | ピクニック | 映画『トイレのピエタ』主題歌 |

## クレジット
Vocal & Guitar：野田洋次郎
Guitar & Chorus：桑原彰
Bass & Chorus：武田祐介
Drums & Chorus：山口智史